# Lars-Erik Fjellström
Lars-Erik Fjellström, är same och samisk politiker.

## Biografi
Lars-Erik Fjellström blev 2005 partiledare för Landspartiet Svenska Samer. Han slutade som partiledare i maj 2012.
Han var ledamot av Sametinget för Landspartiet Svenska Samer.